# 岐阜県道52号白鳥板取線

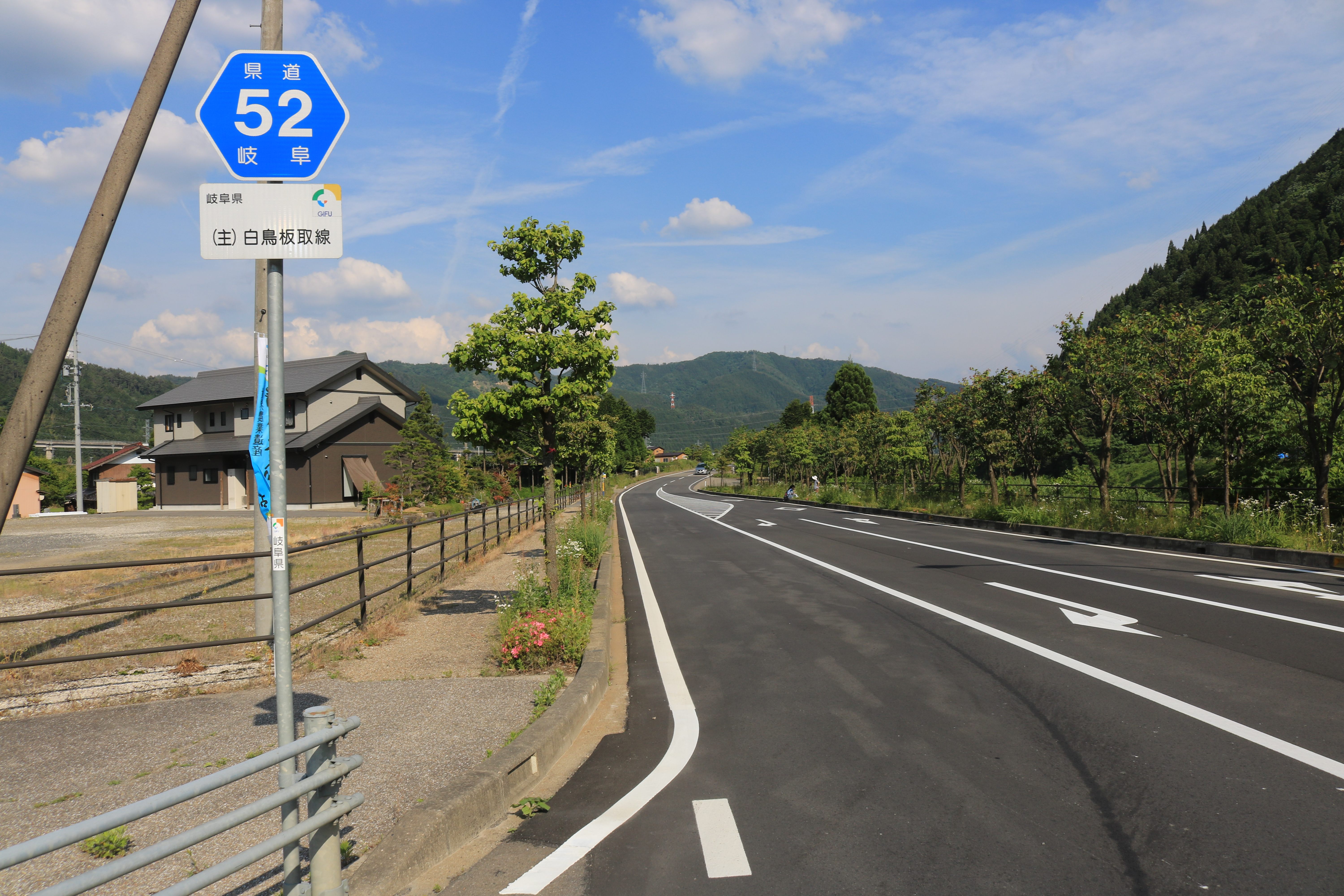
岐阜県道52号白鳥板取線、郡上市白鳥町大島にて

岐阜県道52号白鳥板取線（ぎふけんどう52ごう しろとりいたどりせん）とは、岐阜県郡上市白鳥町と岐阜県関市板取を結ぶ主要地方道（岐阜県道）である。路線中の板取白谷から板取三洞までの23.5kmは板取街道（別名：アジサイロード）と呼ばれ、1986年（昭和61年）に「日本の道100選」に選ばれた。

## 概要
2006年（平成18年）5月26日より、土砂崩れのため郡上市大和町内ヶ谷地内（約16km）が全面通行止めになっていたが、
現在（2013年（平成25年）10月31日現在）は通行可能となっている。
通行不可能だった頃は、板取方面から登ると、郡上市大和町との境界付近で巨大なコンクリートの塊でバリケードが築かれていた。
岐阜県道52号は1993年（平成5年）3月31日まで岐阜白鳥線であり、岐阜市から板取村（現在は関市）までの昇格前の国道256号も岐阜県道52号であった。

### 路線データ
- 起点：岐阜県郡上市白鳥町向小駄良（国道158号交点）
- 終点：岐阜県関市板取舟渡（国道256号交点）
- 実延長：50.421km[1]

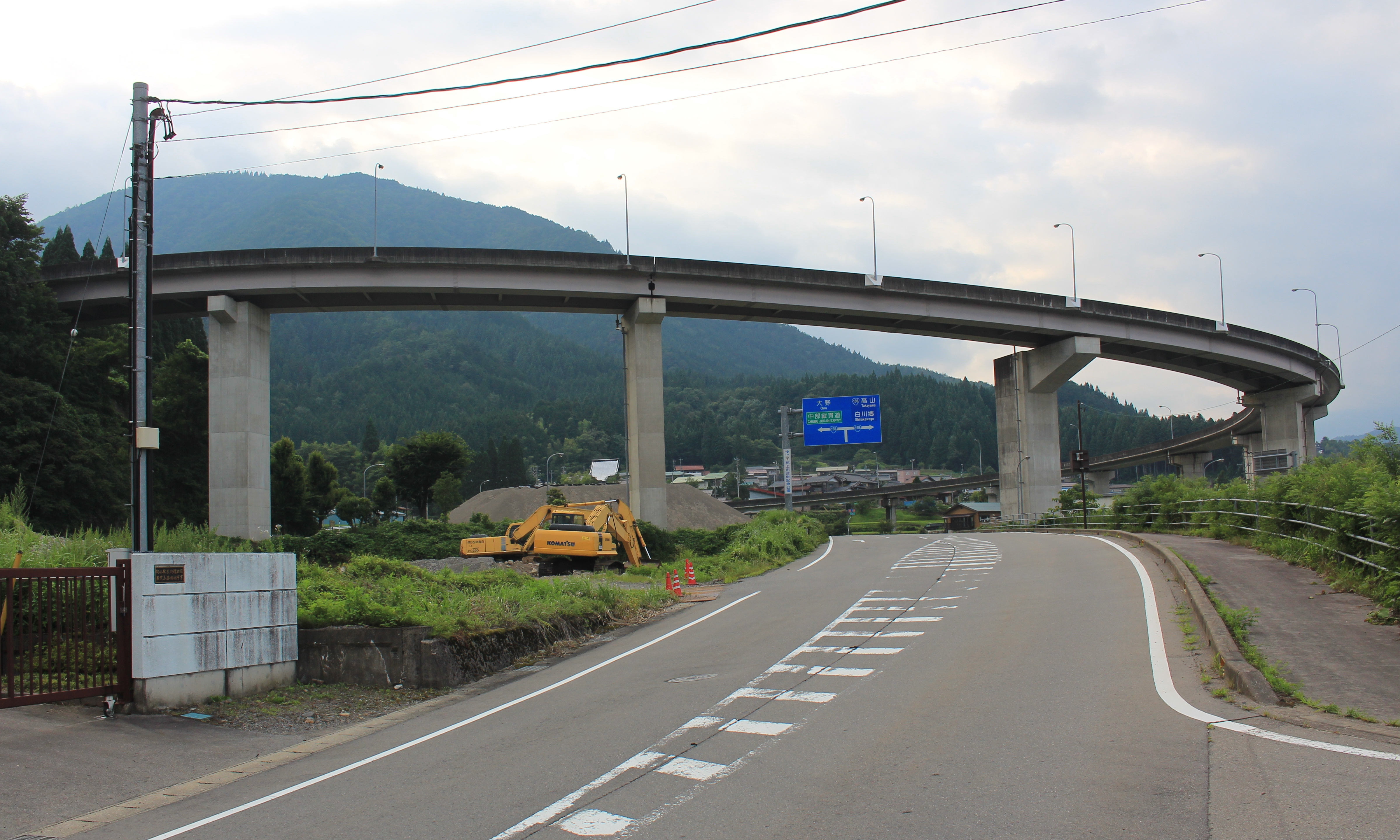
起点となる国道158号との交差点、郡上市白鳥町向小駄良、前方に白鳥ループ橋
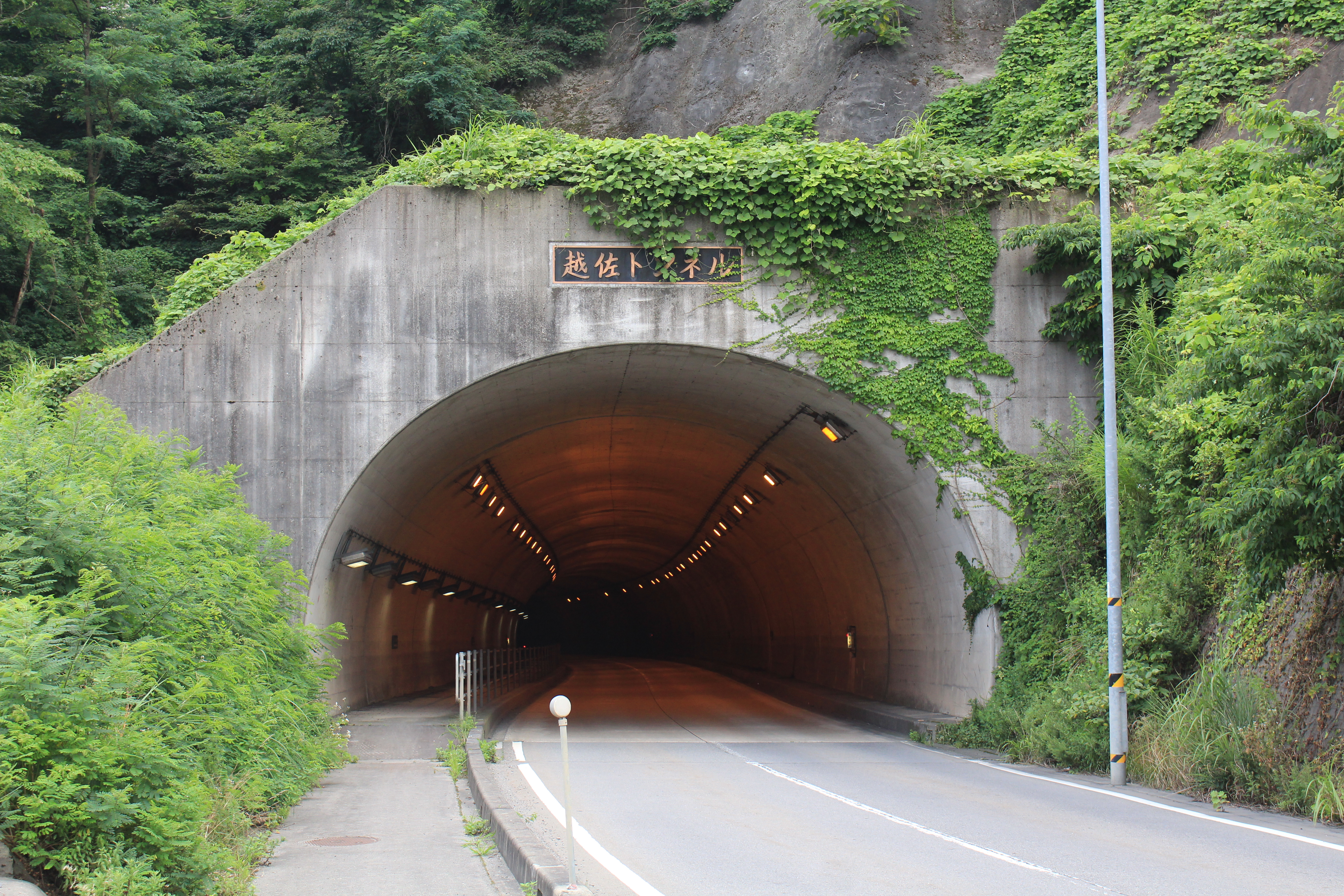
起点付近の越佐トンネル

## 歴史
- 1993年（平成5年）5月11日 - 建設省から、県道白鳥板取線が白鳥板取線として主要地方道に指定される[2]。

## 路線状況

### 別名
- 板取街道（郡上市、関市）
- あじさい街道（郡上市、関市）

### 重複路線

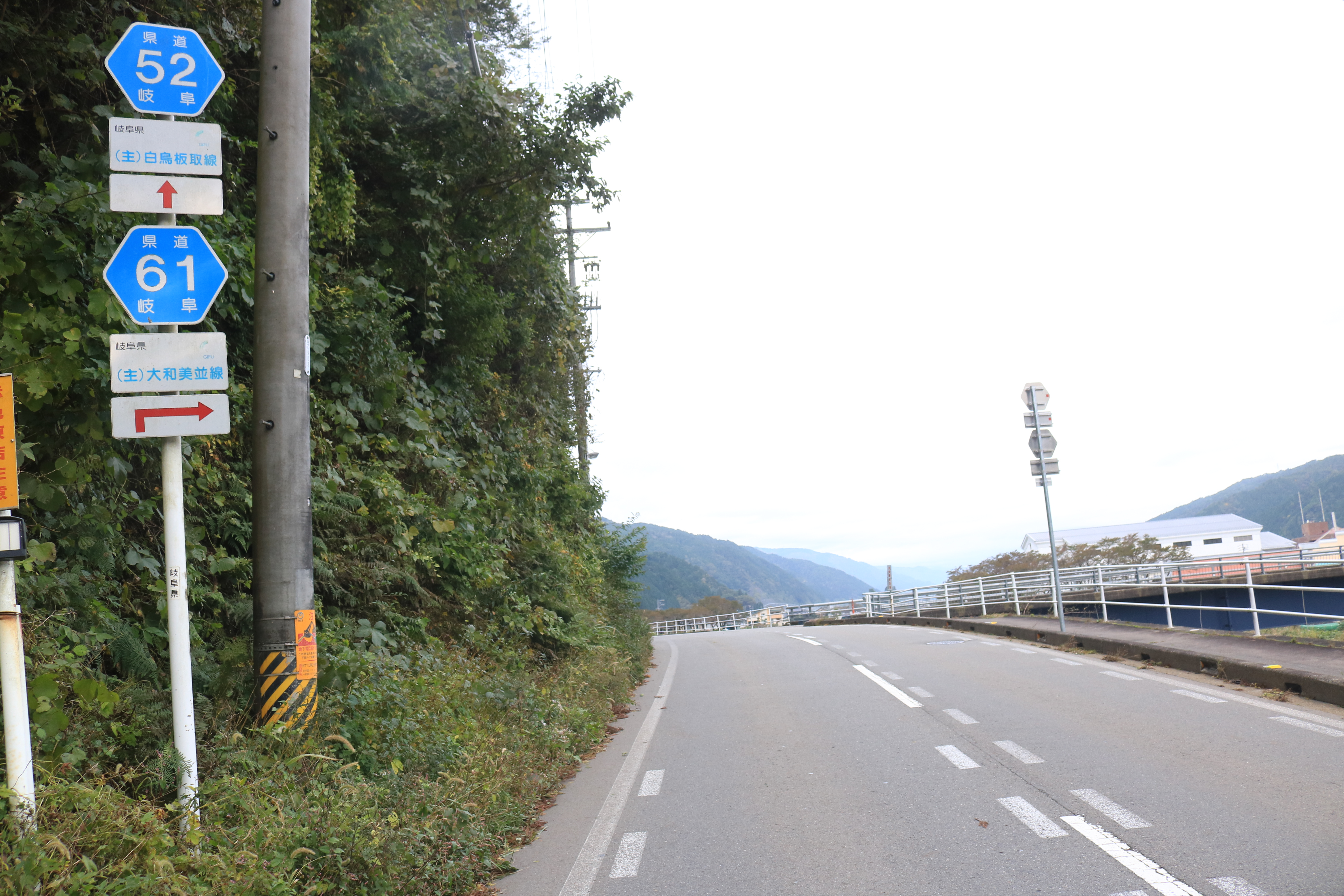
岐阜県道61号大和美並線との重複区間、郡上市大和町島にて

- 岐阜県道61号大和美並線（郡上市大和町）

## 地理

### 通過する自治体

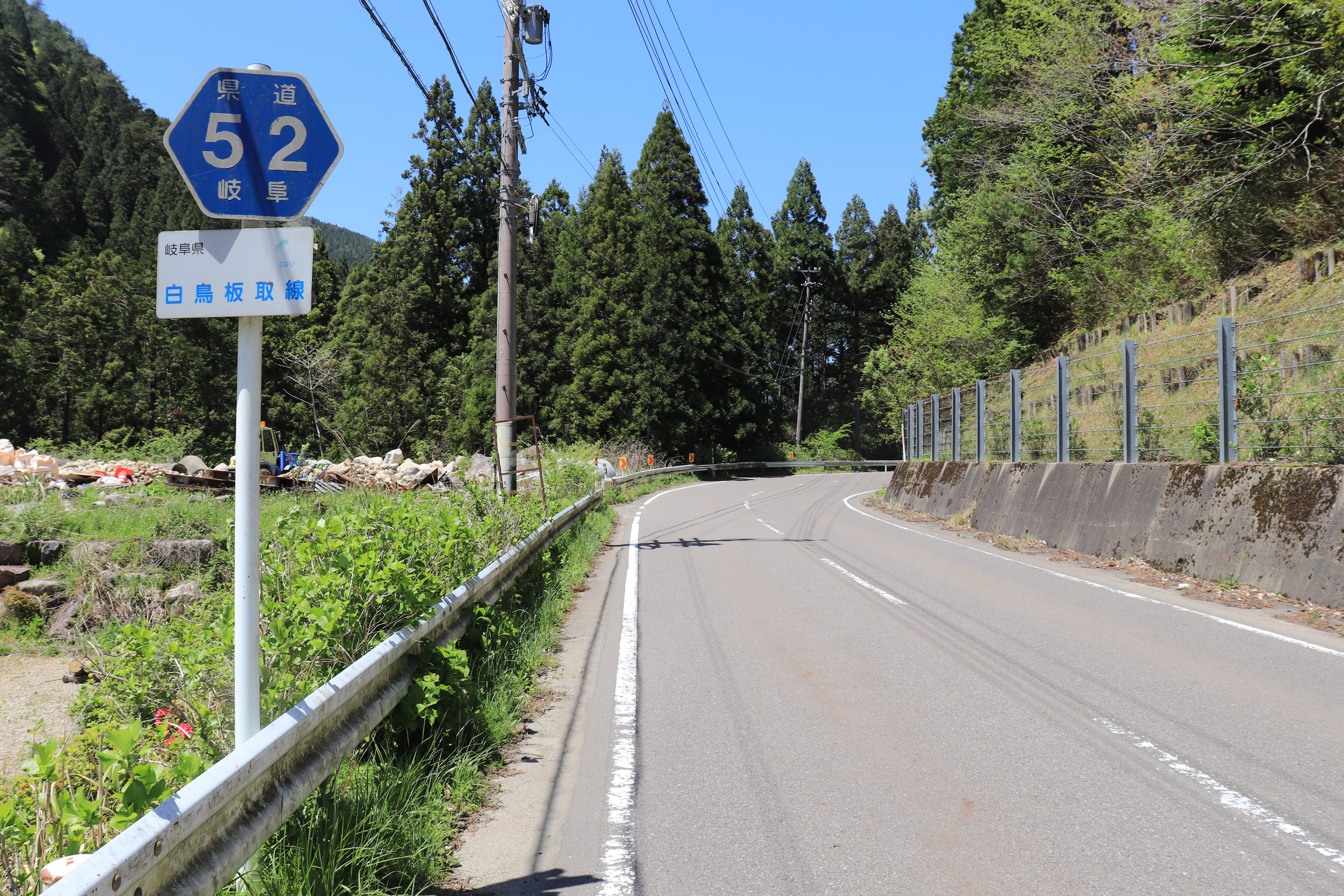
岐阜県道52号白鳥板取線、関市板取上ケ瀬にて

- 岐阜県
  - 郡上市
  - 関市

### 主な接続道路
- 国道158号（郡上市白鳥町）
- 岐阜県道61号大和美並線（郡上市大和町）
- 東海北陸自動車道 ぎふ大和IC（郡上市大和町）
- 岐阜県道315号白山内ヶ谷線（郡上市大和町）
- 国道256号（関市板取）